# 王叔文 (法学家)
王叔文（1927年3月1日—2006年11月24日），男，汉族，四川青神人，中华人民共和国宪法学家，中国社会科学院法学研究所所长、研究员、学部委员。

## 生平
1950年毕业于四川大学法律系，1957年毕业于苏联莫斯科大学法律系，获法学学士学位。

## 社会兼职
曾任第七、八届全国人大代表，第二、三届国务院学位委员会委员，中国法学会副会长。